# Longpont-sur-Orge
Longpont-sur-Orge település Franciaországban, Essonne megyében. Lakosainak száma 6456 fő (2022. január 1.). Longpont-sur-Orge Ballainvilliers, Brétigny-sur-Orge, Leuville-sur-Orge, Linas, Montlhéry, Sainte-Geneviève-des-Bois, Saint-Michel-sur-Orge, La Ville-du-Bois és Villiers-sur-Orge községekkel határos.

## Népesség
A település népességének változása:
| Lakosok száma | 6594 | 6432 | 6430 | 6338 | 6277 | 6375 | 6378 | 6417 | 6456 |
|               | 2013 | 2015 | 2016 | 2017 | 2018 | 2019 | 2020 | 2021 | 2022 |